# Плешивица (Врбовско)
Плешивица (хрв. Plešivica) је насељено место у саставу града Врбовско, Приморско-горанска жупанија, Хрватска.

## Историја
До територијалне реорганизације у Хрватској била је у саставу старе општине Врбовско.

## Становништво
У попису становништва из 2011. године, Плешивица је имала 11 становника.
| Број становника према пописима | Број становника према пописима | Број становника према пописима | Број становника према пописима | Број становника према пописима | Број становника према пописима | Број становника према пописима | Број становника према пописима | Број становника према пописима | Број становника према пописима | Број становника према пописима | Број становника према пописима | Број становника према пописима | Број становника према пописима | Број становника према пописима | Број становника према пописима |
| ------------------------------ | ------------------------------ | ------------------------------ | ------------------------------ | ------------------------------ | ------------------------------ | ------------------------------ | ------------------------------ | ------------------------------ | ------------------------------ | ------------------------------ | ------------------------------ | ------------------------------ | ------------------------------ | ------------------------------ | ------------------------------ |
| 1857                           | 1869                           | 1880                           | 1890                           | 1900                           | 1910                           | 1921                           | 1931                           | 1948                           | 1953                           | 1961                           | 1971                           | 1981                           | 1991                           | 2001                           | 2011                           |
| 145                            | 125                            | 140                            | 126                            | 107                            | 89                             | 68                             | 67                             | 71                             | 68                             | 53                             | 66                             | 56                             | 52                             | 27                             | 11                             |

Напомена: Исказивано под именом Плешивица до 1900, Плешивица Луковдолска од 1910. до 1961. и Плешивица од 1971. надаље. У првом издању књиге Насеља.